# Thlewiaza River
Thlewiaza River ist ein Zufluss der Hudson Bay in Kanada.
Er hat seine Quelle im äußersten Nordwesten der Provinz Manitoba. Von dort fließt er in östlicher und nordöstlicher Richtung über eine Strecke von etwa 500 km zur Hudson Bay. Dabei überquert er beim Durchfließen des Nueltin Lake die Verwaltungsgrenze zum Territorium Nunavut.